# أتلتيكو مدريد ج
أتلتيكو مدريد ج هو نادي كرة قدم إسباني أٌسس عام 1972. يلعب النادي في الدوري الإسباني الدرجة الثالثة.